# Jay Bothroyd
Jay Bothroyd (sinh ngày 5 tháng 5 năm 1982) là một cầu thủ bóng đá người Anh thi đấu ở vị trí tiền đạo.
Anh từng thi đấu cho Đội tuyển bóng đá quốc gia Anh. Anh là sản phẩm của Học viện Arsenal trước khi gia nhập Coventry City, Perugia, Blackburn Rovers, Charlton Athletic, Wolverhampton Wanderers, Stoke City, Cardiff City, Queens Park Rangers, Sheffield Wednesday, Muangthong United và Júbilo Iwata..

## Thống kê sự nghiệp
| Đội tuyển bóng đá Anh | Đội tuyển bóng đá Anh | Đội tuyển bóng đá Anh |
| Năm                   | Trận                  | Bàn                   |
| --------------------- | --------------------- | --------------------- |
| 2010                  | 1                     | 0                     |
| Tổng cộng             | 1                     | 0                     |